# Beculești, Argeș
Beculești este un sat în comuna Ciomăgești din județul Argeș, Muntenia, România.